# Simboli nazionali dell'Australia
I simboli nazionali dell'Australia sono i simboli utilizzati in Australia per rappresentare la Nazione, il relativo popolo, nonché la sua storia, la cultura, la flora, la fauna e le ricchezze del suolo.
Similmente a quanto fatto dai suoi Stati e Territori, anche l'Australia ha ufficialmente adottato alcuni simboli nazionali.

## Simboli ufficiali
| Simbolo            | Immagine | Nome                    | Data di adozione ufficiale                            | Atto ufficiale | Fonte       |
| ------------------ | -------- | ----------------------- | ----------------------------------------------------- | --- | ----------- |
| bandiera nazionale |          | Bandiera dell'Australia | 3 settembre 1901 (de facto) 14 febbraio 1954(de iure) | Flags Act 1953 - Parlamento australiano Il Flags Act 1953 ricevette, come prescritto dalla Costituzione dell'Australia, royal assent dalla regina Elisabetta II del Regno Unito il 14 febbraio 1954, entrando in vigore il 14 aprile dello stesso anno | [ 1 ] [ 2 ] |
| stemma nazionale   |          | Stemma dell'Australia   | 19 settembre 1912                                     | Royal warrant di re Giorgio V d'Inghilterra | [ 3 ]       |
| inno nazionale     |          | Advance Australia Fair  | 19 aprile 1984                                        | proclamato dal Governatore generale Sir Ninian Stephen | [ 4 ] [ 5 ] |
| inno reale         |          | God Save the King       | 19 aprile 1984                                        | proclamato dal Governatore generale Sir Ninian Stephen | [ 5 ]       |
| colori nazionali   |          | verde e oro             | 19 aprile 1984                                        | proclamati dal Governatore generale Sir Ninian Stephen | [ 6 ]       |
| Emblema floreale   |          | Acacia pycnantha        | 19 agosto 1988                                        | proclamato dal Governatore generale Sir Ninian Stephen | [ 7 ] [ 8 ] |
| Gemma nazionale    |          | Opale                   | 27 luglio 1993                                        | proclamato dal Governatore generale Bill Hayden | [ 9 ]       |